# Carole Cook
Carole Cook, all'anagrafe Mildred Frances Cook (Abilene, 14 gennaio 1924 – Beverly Hills, 11 gennaio 2023) è stata un'attrice statunitense, a lungo attiva in campo teatrale, televisivo e cinematografico.

## Biografia
Figlia di Madeline e Leland Preston Cook Sr, Carole Cook è entrata nel mondo dello spettacolo come protégé di Lucille Ball, che le diede il nome d'arte di "Carole" in memoria dell'amica Carole Lombard. Fu grazie a Lucille Ball che fece il suo debutto in televisione nelle serie The Lucy Show e Here's Lucy. Successivamente, Cook ebbe anche una carriera cinematografica, apparendo in film come L'ammiraglio è uno strano pesce, American Gigolò e Sixteen Candles - Un compleanno da ricordare, oltre a rimanere prolifica in campo televisivo, dove è apparsa nelle serie TV Grey's Anatomy, Charlie's Angels e La signora in giallo.
Molto attiva anche in campo teatrale, ha recitato in numerosi musical, tra cui la prima newyorchese di L'opera da tre soldi con Lotte Lenya, la produzione del debutto australiano di Hello, Dolly! nel ruolo della protagonista (1965), 42nd Street a Broadway (1980) e Follies a Los Angeles (2002), in cui ha interpretato Hattie e cantato uno dei brani più celebri dello show, "Broadway Baby".
È stata sposata con Tom Troupe dal 1964 alla morte, avvenuta nel 2023 all'età di 98 anni.

## Filmografia parziale

### Cinema
- L'ammiraglio è uno strano pesce (The Incredible Mr. Limbet), regia di Arthur Lubin e Robert McKimson (1964)
- L'uomo nel mirino (The Gauntlet), regia di Clint Eastwood (1977)
- American Gigolò (American Gigolo), regia di Paul Schrader (1980)
- Summer Lovers, regia di Randal Kleiser (1982)
- Bulldozer (Grandview, U.S.A.), regia di Randal Kleiser (1984)
- Sixteen Candles - Un compleanno da ricordare (Sixteen Candles), regia di John Hughes (1984)

### Televisione
- Il ragazzo di Hong Kong (Kentucky Jones) – serie TV, episodio 1x10 (1964)
- Ellery Queen – serie TV, episodio 1x17 (1976)
- Kojak – serie TV, episodio 5x01 (1977)
- Supercar (Knight Rider) – serie TV, episodio 1x06 (1982)
- La signora in giallo (Murder, She Wrote) – serie TV, episodio 4x21 (1988)
- Grey's Anatomy - serie TV, episodio 2x14 (2006)

### Doppiaggio
- Mucche alla riscossa (Home on the Range), regia di Will Finn e John Sanford (2004)

## Doppiatrici italiane
Nelle versioni in italiano delle opere in cui ha recitato, Carole Cook è stata doppiata da:
- Paila Pavese in Grey's Anatomy, Major Crimes
- Anna Miserocchi in Ellery Queen
- Mirella Pace in Sixteen Candles - Un compleanno da ricordare
- Angiolina Quinterno in Mucche alla riscossa